# La meva esposa i la meva sogra

Versió universal

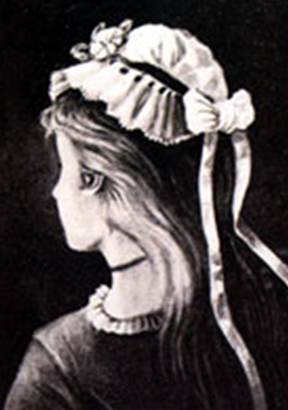
Targeta postal de 1888

La meva esposa i la meva sogra o la figura de Boring o és una il·lusió ambigua, també coneguda com imatge ambigua o figura reversible, a partir de la qual es pot manifestar l'aparença d'una dona jove o una dona gran. Quan es parla d'una il·lusió ambigua, es refereix a imatges amb il·lusions òptiques que presenten semblances gràfiques, de manera que el sistema visual humà pot interpretar diverses formes dintre d'una mateixa imatge.

## Història
La primera vegada que apareix la imatge és en una targeta postal alemanya de 1888 d'autor desconegut. Es creu que la primera versió va ser la més detallada de totes. En 1915, l'artista gràfic nord-americà William Ely Hill (1827-1962), va popularitzar la imatge a través d'una recreació en la revista humorística Puck, sota el subtítol breu de “la meva esposa i la meva sogra”.
A partir dels anys 30, el psicòleg experimental nord-americà Edwin Garrigues Boring (1886-1968) va recuperar el dibuix en un dels seus articles del American Journal of Psychology. Boring va aprofundir en el significat de la imatge i el va introduir en el camp de la psicologia, per tant la imatge també se la coneix com la figura de Boring.
En l'era moderna, s'han fet una gran quantitat de variacions, però la més popular d'elles, és el simple dibuix en blanc i negre. L'any 1961, el psicòleg i neurocientífic Jack Botwinick (1923-2006) va publicar una versió masculina en el American Journal of Psychology (el meu espos i el meu cunyat). A més a més,  l'any 2009 l'artista il·lusionista japonès Akiyoshi Kitaoka va publicar una versió a l'estil japonès.

## Explicació
En primer lloc, l'ull humà es fixa en un punt concret i construeix la imatge al voltant d'aquest detall. A través de les línies, el cervell estableix un patró que posteriorment permet veure una forma. Si la persona centra la seva visió en l'ull del dibuix, es presentarà la imatge de la dona gran, no obstant això, si el centre d'atenció recau en la galta o el nas, apareixerà la dona jove.
A primer cop d'ull, la visió humana no pot percebre ambdues figures a la vegada, ja que el cervell no té la capacitat de construir totes dues imatges i superposar una sobre l'altra. Tot i amb això, després de visualitzar la imatge varies vegades, la ment sí pot establir una connexió entre les dues figures i les pot percebre al mateix moment. La figura de Boring és un exemple directe per demostrar que la visió es basa en el nexe de l'ull i ment.

## Ciència
La imatge per si mateixa, no té solució correcta, ja que ambdues percepcions son encertades. Els investigadors de la Universitat de Flinders (Austràlia) varen publicar un estudi en la revista científica Scientific Reports, que podria explicar la raó per la qual una persona pot veure en primer lloc a la dona jove o a la dona gran. En l'estudi hi van participar un grup de 393 persones; més concretament 242 homes i 151 dones entre els 18 i 68 anys. L'objectiu consistia en observar la imatge durant un breu moment i poder així, determinar l'edat de la dona.
Els científics varen concloure que els participants més joves mostraven una tendència a percebre la dona jove, molt més sovint que els participants de més edat, que majoritàriament veien a la dona gran.